# 何瑱
何瑱，五代十国南汉官员。
何瑱在南汉高祖时担任左僕射。他容貌端正，风姿清雅，富有文采。932年（南汉大有五年、吴越国宝正七年、后唐长兴三年），吴越武肅王钱镠去世，其七子钱元瓘嗣位。南汉高祖命何瑱前去吴越杭州致祭，言論舉止大得嗣王钱元瓘之心，回国之后，南汉高祖非常高兴。